# Listă de filme științifico-fantastice
Lista filmelor științifico-fantastice a fost împărțită pe decenii:
- Listă de filme științifico-fantastice înainte de 1920
- Listă de filme științifico-fantastice din anii 1920
- Listă de filme științifico-fantastice din anii 1930
- Listă de filme științifico-fantastice din anii 1940
- Listă de filme științifico-fantastice din anii 1950
- Listă de filme științifico-fantastice din anii 1960
- Listă de filme științifico-fantastice din anii 1970
- Listă de filme științifico-fantastice din anii 1980
- Listă de filme științifico-fantastice din anii 1990
- Listă de filme științifico-fantastice din anii 2000
- Listă de filme științifico-fantastice din anii 2010
- Listă de filme științifico-fantastice din anii 2020